# 岬町
岬町（日语：／ Misaki chō */?）是位于日本大阪府西南部的行政區劃，北臨大阪灣，南為和泉山脈，轄內有八成的區域為山區；主要產業為渔业、农业、林业，也是瓷砖“谷川瓦”的产地。

## 歷史

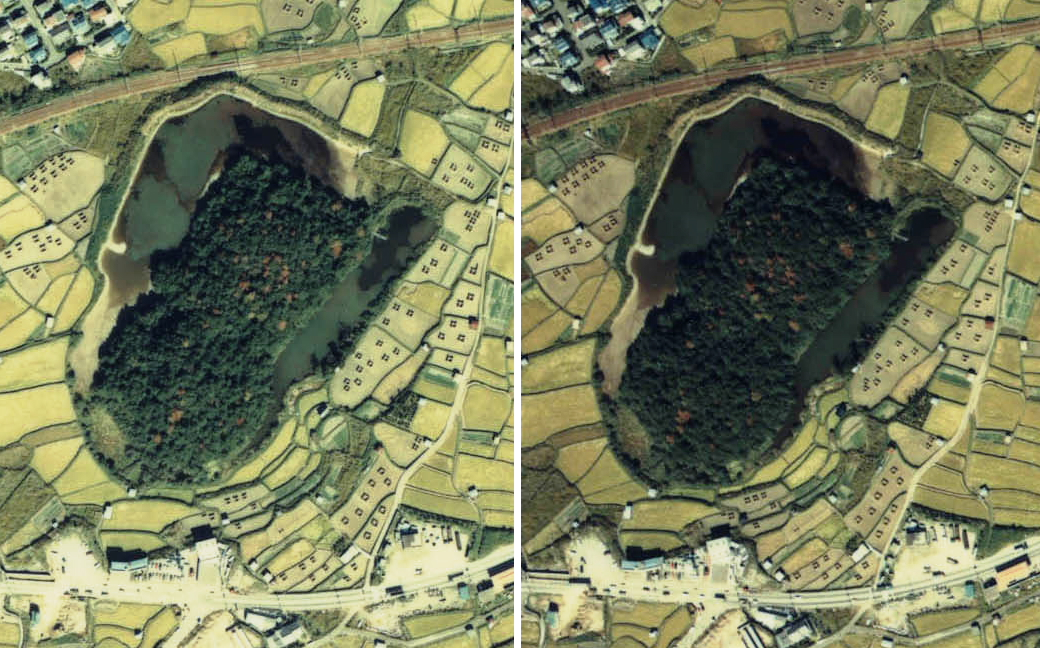
西陵古墳

此地區內有兩座約建於5世紀的古墳，西陵古墳及淡輪御陵古墳。
在令制國時代屬於和泉國日根郡，過去此地曾為自紀伊國前往淡路國、四國等地的通道，因此也是南海道的交通要衝。在平安時代本地曾有淡輪莊、谷川莊、深日莊三個莊園，雖然屬於和泉國，但由於緊鄰紀伊國邊境，在文化上受到紀州的影響較深。
在豐臣秀吉統一日本實行太閤檢地後，現在的岬町範圍在當時共有淡輪、深日、孝子、東畑、西畑、谷川、小島7個村；江戶時代初期為桑山重晴的領地，由於藩廳陣屋設於谷川村，因此稱為谷川藩，其長子桑山清晴繼承谷川藩後，遭到幕府下令蟄居，谷川藩遭到廢除，領地則由桑山重晴次子御所藩藩主桑山元晴繼承，但在1629年由於無人繼承，御所藩也遭到廢除，此地一度成為幕府直轄的領地。
17世紀後成為土屋氏土浦藩的領地，江戶時代末期由於外國船隻頻繁出沒，曾一度在谷川的觀音崎和豐國崎設置砲台。
19世紀末明治維新後，土浦藩領地被劃入堺縣，1881年再被併入大阪府；1889年實施町村制後，現在的岬町轄區在當時分屬淡輪村、深日村、孝子村、多奈川村4個行政區劃，這四個行政區劃在1955年合併為現在的岬町。

### 變遷表
| 1889年4月1日 | 1889年 - 1926年 | 1926年 - 1944年        | 1945年 - 1954年        | 1955年 - 1988年         | 1989年 - 現在           | 現在                    |
| ------------ | --------------- | ---------------------- | ---------------------- | ----------------------- | ----------------------- | ----------------------- |
| 淡輪村       | 淡輪村          | 淡輪村                 | 淡輪村                 | 1955年4月1日 合併為岬町 | 1955年4月1日 合併為岬町 | 1955年4月1日 合併為岬町 |
| 深日村       | 深日村          | 1943年2月11日 深日町   | 1943年2月11日 深日町   | 1955年4月1日 合併為岬町 | 1955年4月1日 合併為岬町 | 1955年4月1日 合併為岬町 |
| 孝子村       |                 |                        |                        | 1955年4月1日 合併為岬町 | 1955年4月1日 合併為岬町 | 1955年4月1日 合併為岬町 |
| 多奈川村     | 多奈川村        | 1943年3月10日 多奈川町 | 1943年3月10日 多奈川町 | 1955年4月1日 合併為岬町 | 1955年4月1日 合併為岬町 | 1955年4月1日 合併為岬町 |

## 交通
轄內主要車站為南海電氣鐵道南海本線的岬公園車站，自此往南往和歌山車站僅需15分鐘，但往北前往大阪市區則需一個小時。
過去由於深日港曾開設前往大阪港、神戶港、德島市、淡路島洲本港的渡輪航線，在岬公園車站也有多奈川線可以前往深日港；但在明石海峽大橋和大鳴門橋通車啟用後，渡輪的需求大幅降低，現已無定期渡輪航班。

### 鐵路
- 南海電氣鐵道
  -  南海本線：（←阪南市） - 淡輪車站 - 岬公園車站 - 孝子車站 - （和歌山市）
  -  多奈川線：岬公園車站 - 深日町車站 - 深日港車站 - 多奈川車站

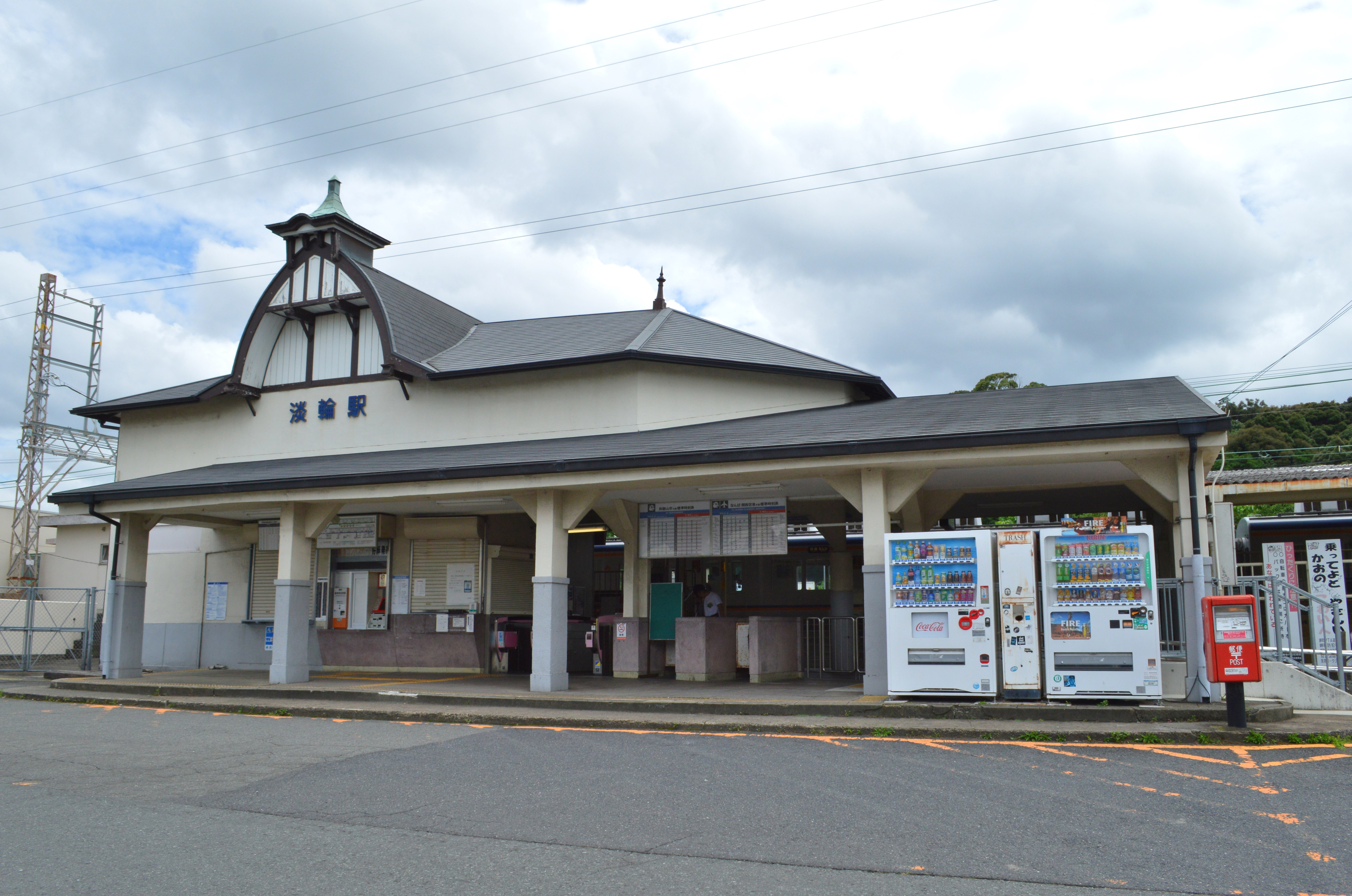
淡輪車站
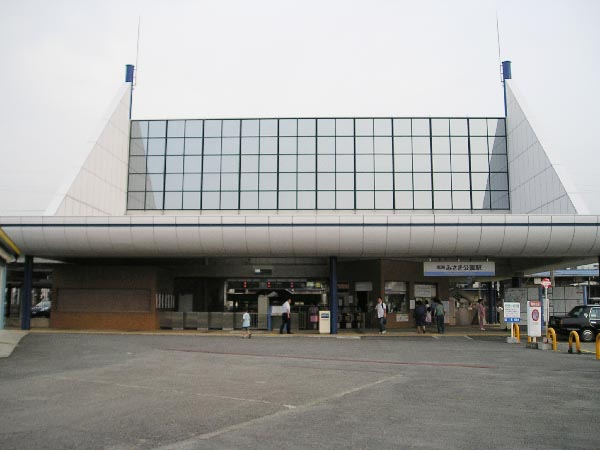
岬公園車站
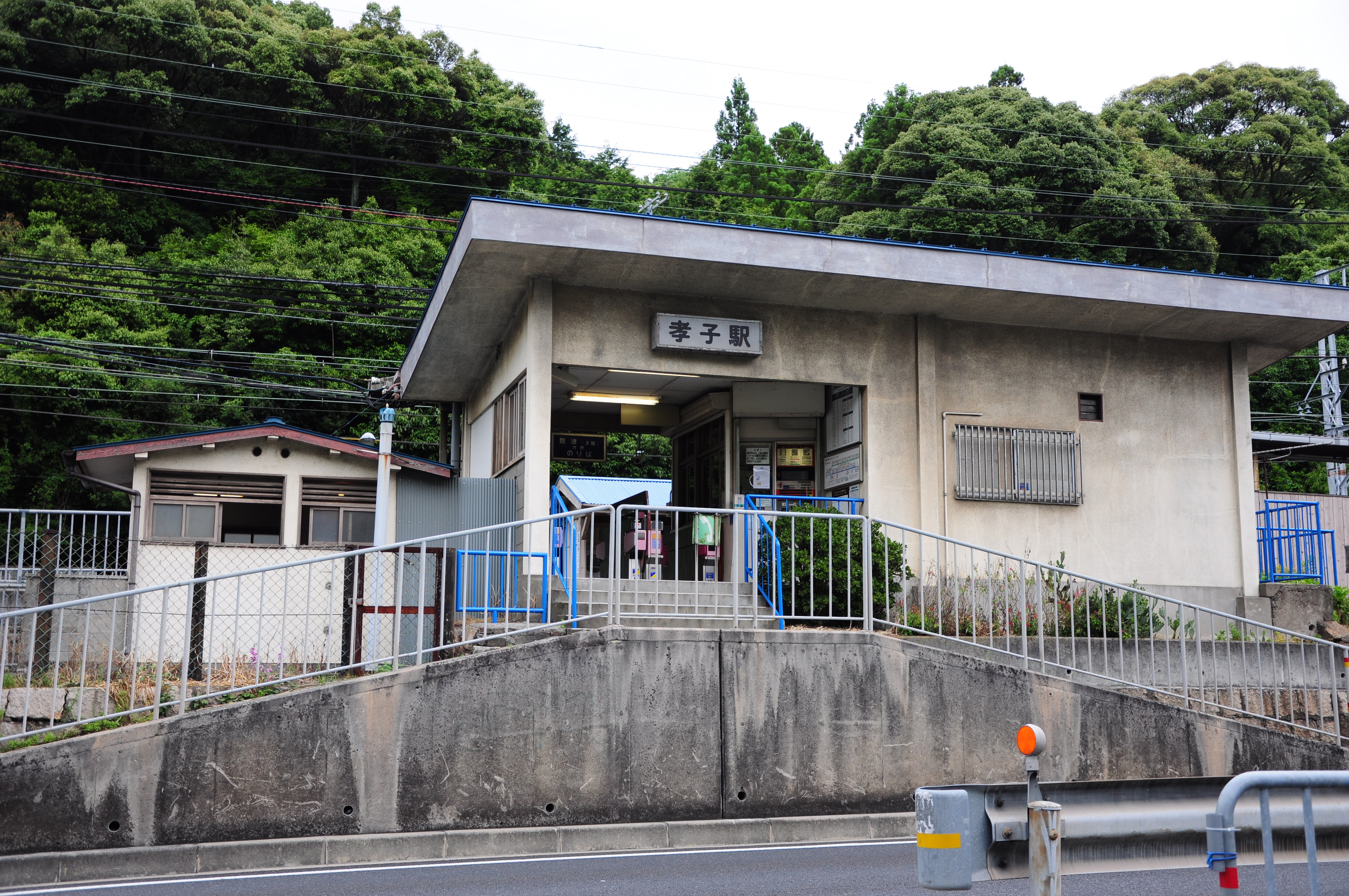
孝子車站
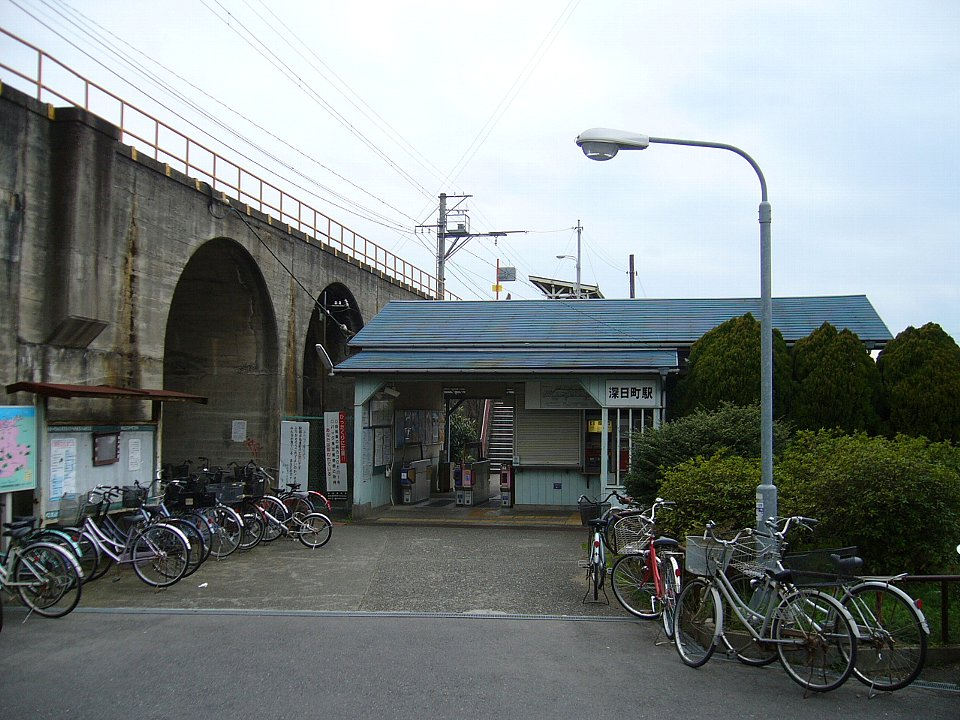
深日町車站
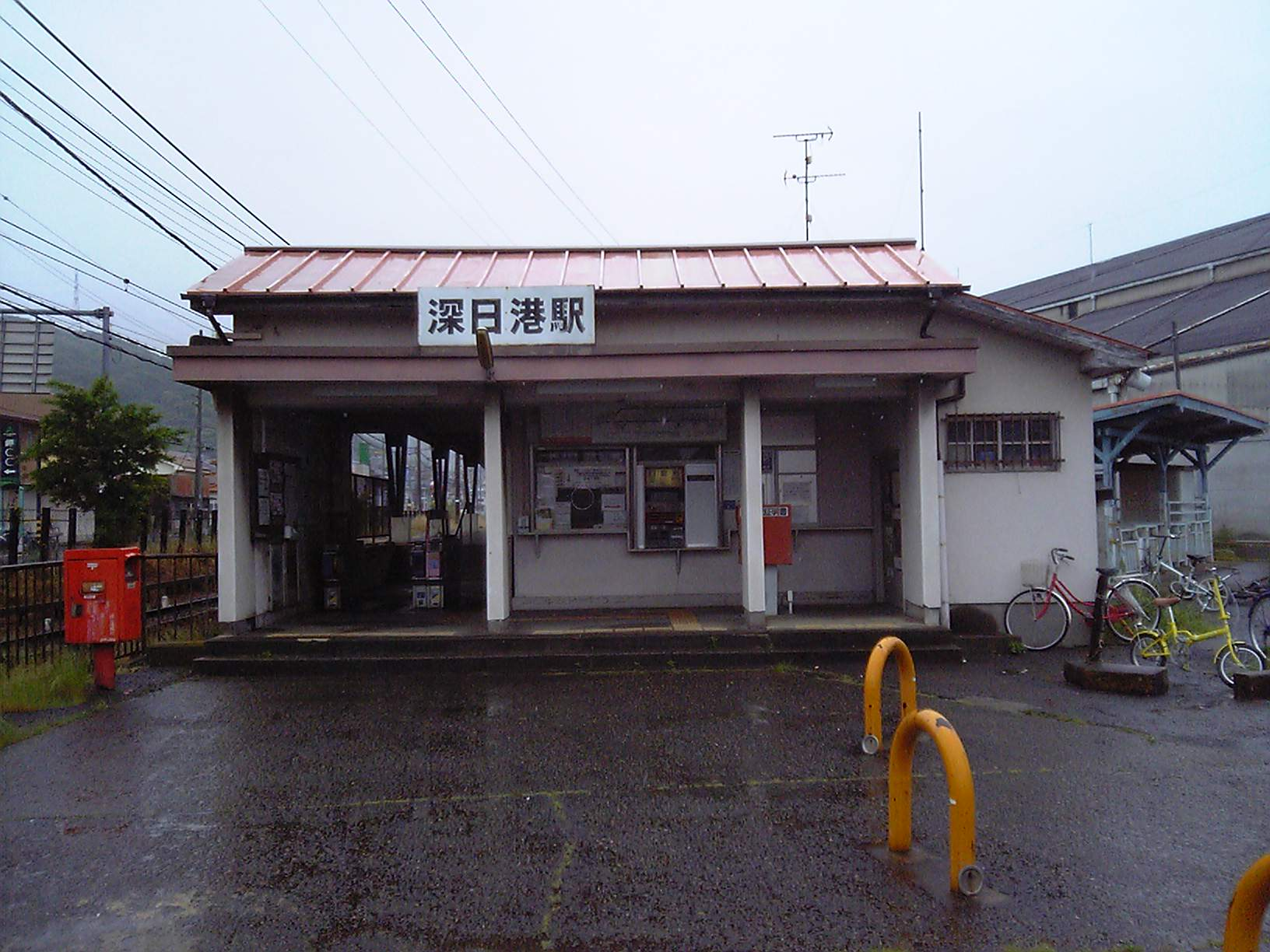
深日港車站
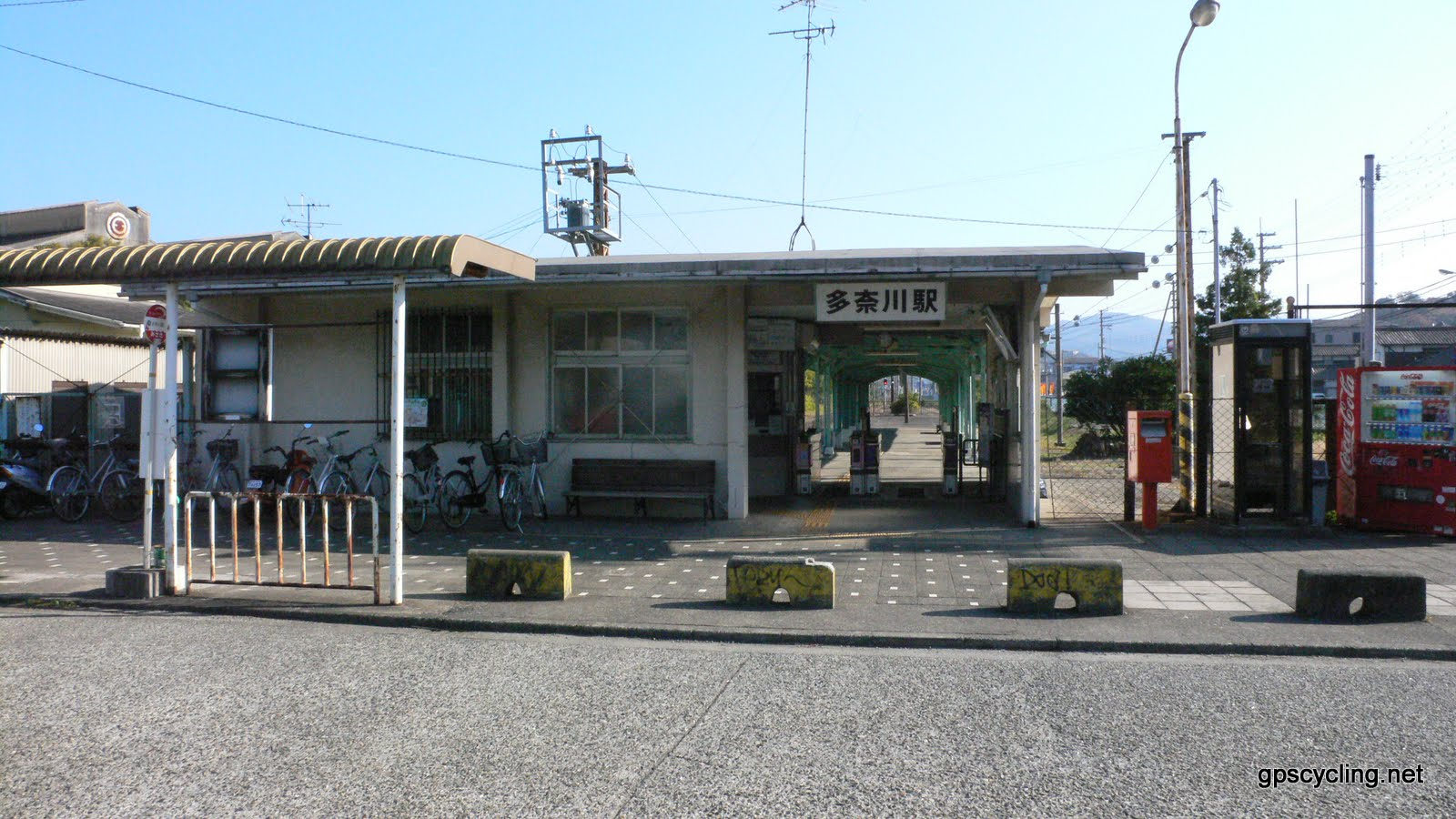
多奈川車站

## 觀光資源
在岬公園車站附近有座由南海電氣鐵道所經營的遊樂園岬公園。

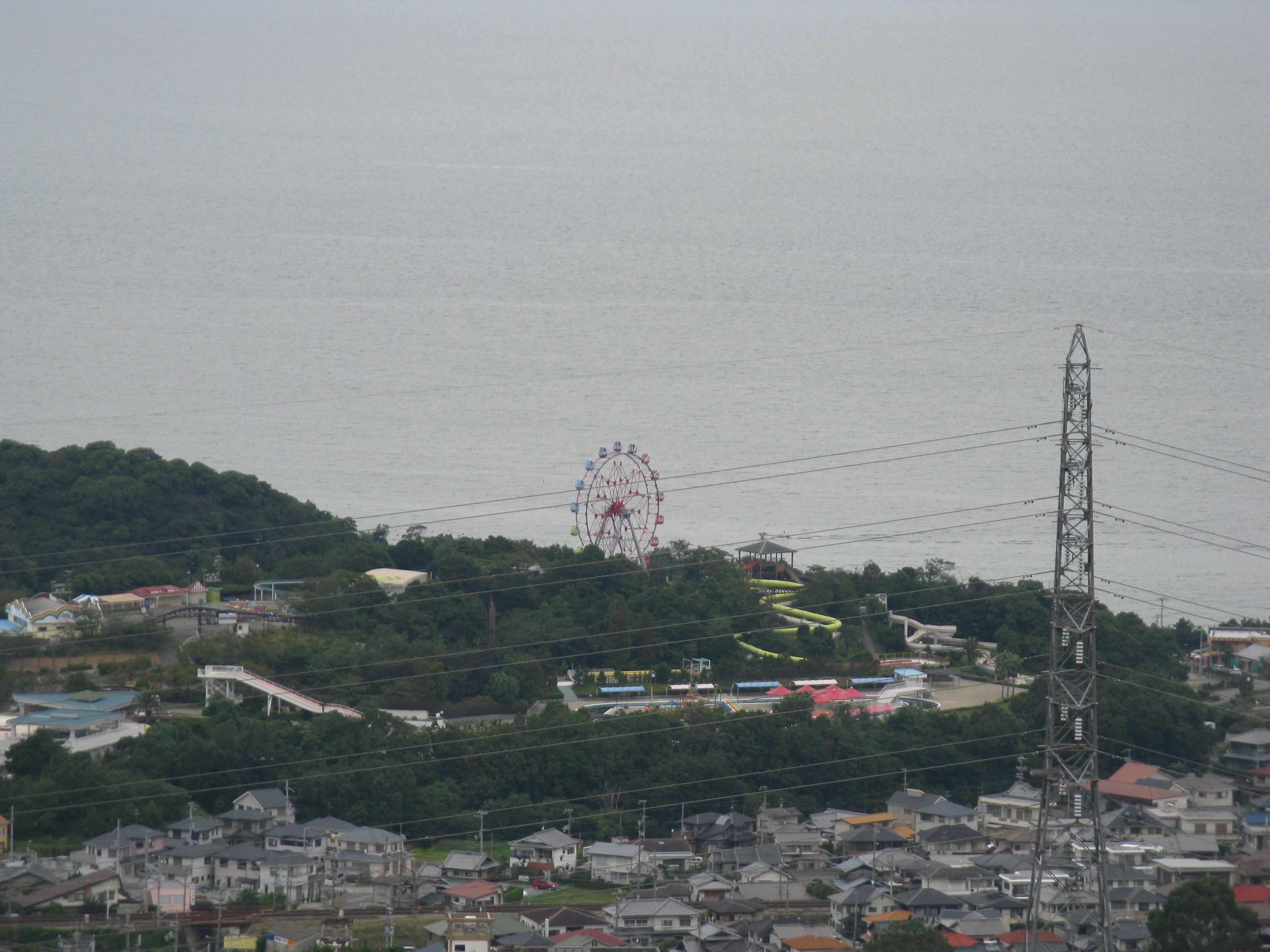
岬公園
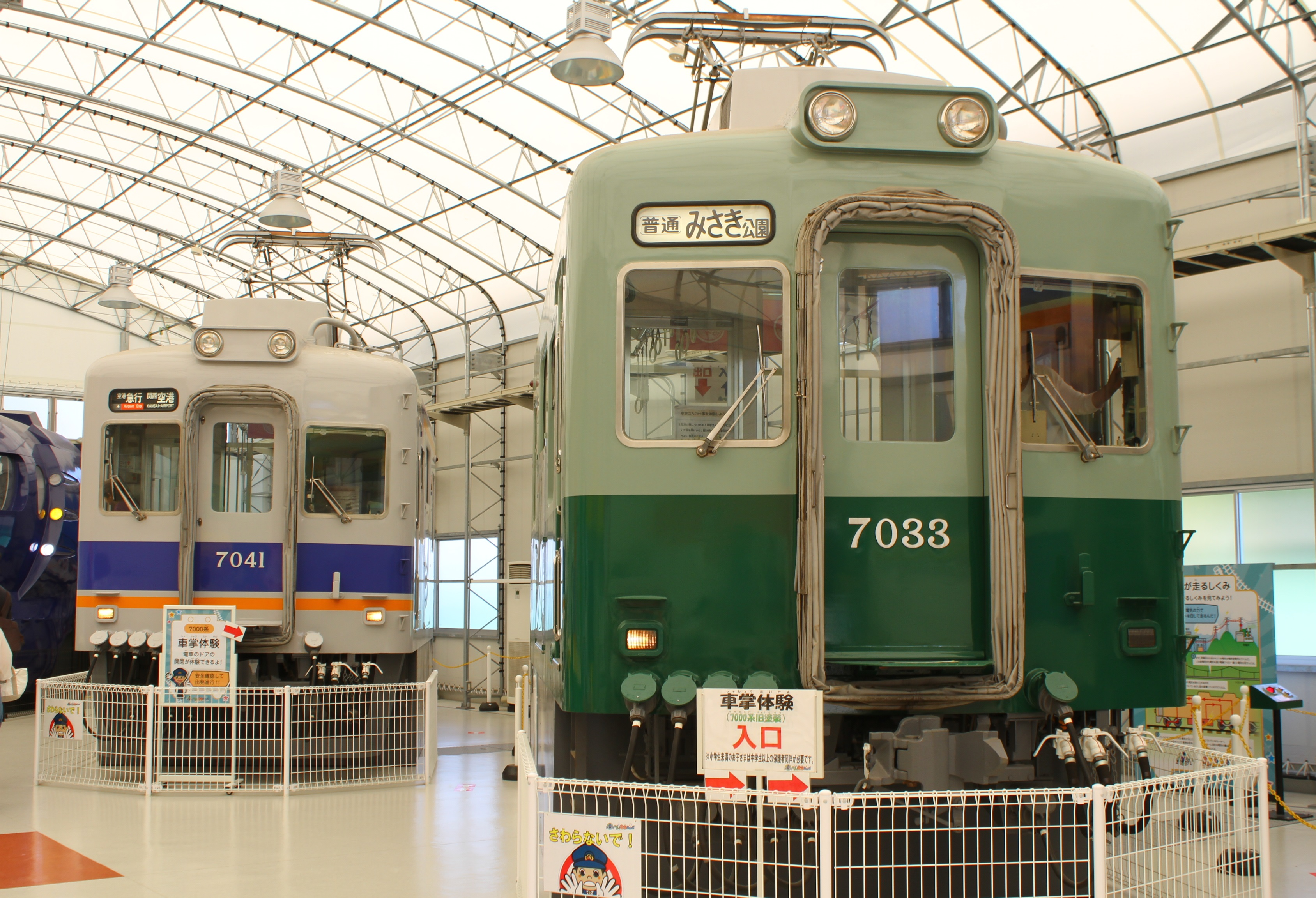
岬公園內展示的舊電車

## 教育
- 大阪府立岬高等学校
- 岬町立岬中学校
- 岬町立多奈川小学校
- 岬町立深日小学校
- 岬町立淡輪小学校

## 外部連結
- （日語） 官方网站
- （日語） 維客旅行上的岬町 （页面存档备份，存于）
- （日語） 岬町公所的Facebook專頁
- OpenStreetMap上有關岬町的地理

34°19′N 135°9′E / 34.317°N 135.150°E